# Yvonne Brathwaite Burke
Pour les articles homonymes, voir Brathwaite et Burke.
Yvonne Brathwaite Burke, née Watson le 5 octobre 1932 à Los Angeles (Californie), est une femme politique américaine membre du Parti démocrate.
Elle est représentante des États-Unis pour la Californie entre 1973 et 1979, la première femme afro-américaine à représenter la côte Ouest au Congrès. Elle poursuit ensuite sa carrière politique au niveau local, dans le comté de Los Angeles.

## Biographie

### Origines et études

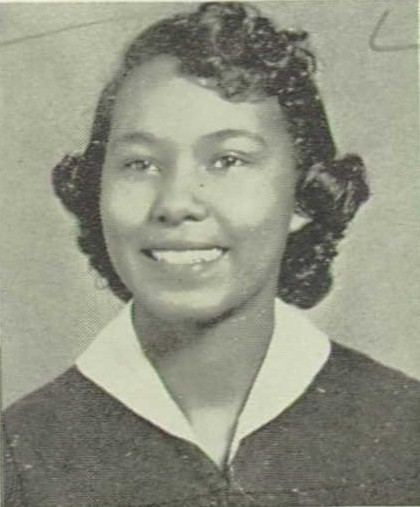
Yvonne Watson en 1950.

Née en 1932 à Los Angeles, Perle Yvonne Watson est la fille unique de James A. Watson et Lola Moore,.
Après avoir fréquenté une école publique, elle est envoyée dans un établissement pour enfants surdoués. Au lycée d'arts manuels, elle est membre de l'équipe de débat et vice-présidente du club de latin pendant sa première année et vice-présidente des élèves féminines lors de sa dernière année.
Elle étudie à l'université de Californie à Berkeley jusqu'en 1951. Elle reçoit un  bachelor's degree en sciences politiques de l'université de Californie à Los Angeles en 1953. Elle obtient ensuite un diplôme de juris doctor de la faculté de droit de l'université de Californie du Sud en 1956 ; elle est l'une des premières femmes noires à avoir être admise dans cet établissement.
Elle est membre de la sororité Alpha Kappa Alpha.

### Débuts politiques
Son premier engagement politique a lieu lors de la campagne présidentielle de 1964, lors de laquelle elle est bénévole pour la réélection du président Lyndon B. Johnson. Elle est élue à l'Assemblée de l'État de Californie en 1966, représentant le 63e district de Los Angeles ; elle occupe ce mandat jusqu'en 1972, s'impliquant sur les sujets liés à la jeunesse et aux salaires.
Elle est vice-présidente de la Convention nationale démocrate de 1972. Elle est la première Afro-Américaine et la première femme de couleur à occuper cette fonction. Elle préside la convention durant quatorze heures, le dernier jour, alors que son président l'a quittée,.

### Représentante des États-Unis
En 1972, elle est élue représentante des États-Unis pour la Californie, siégeant durant trois mandats. Elle est membre du House Select Committee on Assassinations, du United States House Select Committee on the House Beauty Shop (en) et du United States House Committee on Appropriations (en) ; à cette dernière fonction, elle défend un financement accru pour aider les juridictions locales à se conformer aux réglementations sur la déségrégation.
En 1973, avec la naissance de sa fille Autumn, Yvonne Brathwaite Burke devient la première membre du Congrès des États-Unis à accoucher pendant son mandat et la première à se voir accorder un congé de maternité par le président de la Chambre des représentants,.
Elle ne se représente à la Chambre en 1978, ayant l'ambition de devenir procureur général de Californie. Elle est cependant battue par le républicain George Deukmejian.

### Suite de sa carrière en Californie

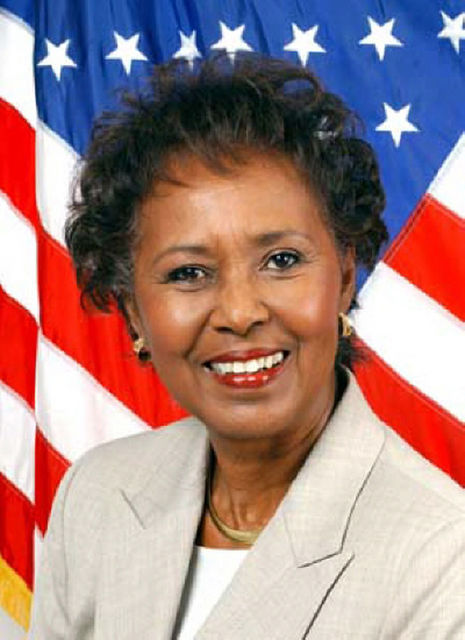

En 1979, le gouverneur Jerry Brown la nomme au conseil d'administration de l'université de Californie. Elle démissionne peu après, le gouverneur l'ayant nommée au conseil de surveillance du comté de Los Angeles, occupant le siège vacant du 4e district ; elle est la première femme et la première personnalité afro-américaine à occuper le poste de superviseure. Son district est en grande partie habité par des Blancs riches et conservateurs. En 1980, concourant pour occuper ce mandat de plein exercice, elle est battue par le républicain Deane Dana. En 1982, le gouverneur Brown la nomme à nouveau au conseil d'administration de l'université de Californie.
En 1992, elle se présente pour le siège du 2e district au conseil de surveillance du comté. La primaire démocrate a lieu en juin, quelques semaines seulement après les émeutes de Los Angeles. Yvonne Brathwaite Burke bat de justesse la sénatrice d'État Diane Watson.
En 2007, elle annonce qu'elle prendra sa retraite à l'expiration de son mandat de superviseuse, l'année suivante. Le 27 juillet 2007, le Los Angeles Times publie un article en première page révélant qu'elle ne vit pas dans le district à faible revenu qu'elle représente, mais dans le quartier riche de Brentwood, en violation apparente avec la loi de l'État. Yvonne Brathwaite Burke réagit en affirmant qu'elle réside dans un manoir de Brentwood parce que la maison qu'elle a déclaré dans ses documents officiels est en rénovation.
Le 29 mars 2012, elle est nommée par le président des États-Unis Barack Obama pour siéger au conseil d'administration de l'entreprise ferroviaire publique Amtrak. Sa nomination est confirmée par le Sénat américain,.
Elle est membre de l'Académie nationale d'administration publique (en).

## Vie privée
En 1957, elle épouse Louis Brathwaite ; ils divorcent en 1964. Elle se remarie avec William A. Burke à Los Angeles le 14 juin 1972, quelques jours seulement après avoir remporté une primaire contre Billy G. Mills (en), un membre du conseil municipal de Los Angeles pour qui William Burke avait travaillé. William Burke est le créateur du marathon de Los Angeles. Leur fille Autumn Burke (en) naît le 23 novembre 1973,,. Yvonne et Autumn sont les premières mère et fille à servir toutes les deux à l'Assemblée de Californie.